# Andreas Müller-Cyran
Andreas Müller-Cyran (* 4. Oktober 1962 in Bremen) ist ein katholischer Diakon und Rettungsassistent. Er ist Gründer und fachlicher Leiter des bundesweit ersten Kriseninterventionsteams (KIT) in München und Leiter der Notfallseelsorge in der Erzdiözese München und Freising.

## Biografie
Müller-Cyran lebte in der Kindheit an der Ost- und Nordsee. Sein Abitur absolvierte er an einem Kolleg in St. Blasien. Er studierte (Magister Artium) an der Hochschule für Philosophie München (SJ) und promovierte in Psychologie bei Willi Butollo an der Ludwig-Maximilians-Universität München.
Als Vorreiter der peritraumatischen Akutintervention trug er entscheidend zur Etablierung und Qualitätssicherung der Psychosozialen Notfallversorgung in Deutschland bei.

### Auszeichnungen
- Der Staatssekretär des Bundesinnenministeriums Ole Schröder ehrte Müller-Cyran am 18. August 2012 in Berlin für sein Engagement bei der Koordinierungsstelle Nachsorge, Opfer- und Angehörigenhilfe (NOAH) des Bundesamtes für Bevölkerungsschutz und Katastrophenhilfe und seinen Einsatz in der psychosozialen Betreuung deutscher Opfer von Unglücksfällen sowie deren Angehöriger in Deutschland.[2][3] Müller-Cyran erhielt die Auszeichnung stellvertretend für mehr als 50 weitere Notfallseelsorger, die NOAH seit Jahren als externe Experten unterstützen.

- Am 4. Oktober 2013 erhielt er aus der Hand von Bundespräsident Joachim Gauck das Verdienstkreuz am Bande des Verdienstordens der Bundesrepublik Deutschland.[4]

- 2018 Bergwacht-Edelweis[5]